# Врт Финци-Континијевих
„Врт Финци-Континијевих“ (итал. Il giardino dei Finzi-Contini) је историјски роман италијанског књижевника Ђорђа Басанија из 1968, и трећа књига шестотомног циклуса „Роман о Ферери“. Ово је Басанијев најуспешнији и најпознатији роман и преведен је на више језика, укључујући и српски језик. Награђен је престижном италијанском књижевном наградом Вијаређио.
У средишту заплета романа, смештеног у фашистичку Италију тридесетих година, налази се велики врт богате јеврејске породице Финци-Континијевих, где јеврејски младићи и девојке играју тениске мечеве, покушавајући да не мисле на све строже и опасније антисемитске законе и прогоне ван зидина врта. У „Врту Финци-Континијевих“ развијене су две велике теме. Прва је човечија изолованост, метафорички оличена у мотиву врта, природно-култивисаном простору издвојеним из свакодневице. Друга тема је смрт, која се развија још од самог пролога, дајући роману изразито меланхоличан тон.
На основу романа снимљен је истоимени филм из 1970, у режији Виторија де Сике, са Доминик Сандом и Хелмутом Бергером у главним улогама. Филм је награђен Златним медведом на Берлинском филмском фестивалу и Оскаром за најбољи филм ван енглеског говорног подручја.

## Издања на српском
- Ђорђо Басани: „Врт Финци Континијевих“ (превела: Ирма Филс); БИГЗ, Београд, 1973.
- Ђорђо Басани: „Врт Финци Континијевих“ (превела: Ирма Филс); Филип Вишњић, Београд, 1976. (у три свеске на Брајевом писму)
- Ђорђо Басани: „Врт Финци Континијевих“ (превела: Ана Србиновић); Паидеиа, Београд, 2007.